# Le Héros magnifique

Le Héros magnifique (Lin Shi Rong) est un film hongkongais réalisé par Yuen Woo-ping, sorti en 1979.

## Synopsis
Lam Sai-wing est disciple de Wong Fei-hong à l'école Po Chi Lam. Son frère, qui vient lui rendre visite avec sa fiancée, est pris à partie par Kao Tai-hoi : il est battu et sa fiancée kidnappée. Su, le mendiant lui vient en aide.
Avec l'aide du mendiant et de son frère, il parvient à libérer sa fiancée. Mais Ta-hoi tue sa propre sœur adoptive dans la maison de Lam Sai-wing et accuse ce dernier auprès de son père, maître Kao Pa-tien. Les représailles successives apporteront la mort dans les deux familles.

## Fiche technique
- Titre : Le Héros magnifique
- Titre original : Lin Shi Rong
- Réalisation : Yuen Woo-ping
- Scénario : Dang Geng-san et Wong Jing
- Société de production : Golden Harvest
- Pays de production : Hong Kong
- Format : Couleurs - 2,35:1 - Dolby Digital - 35 mm
- Genre : Action, kung-fu
- Durée : 108 minutes
- Date de sortie : 
  - Hong Kong : 19 décembre 1979

## Distribution
- Sammo Hung Kam-Bo : Lam Sai-wing
- Kwan Tak-hing : Wong Fei-hong
- Fan Mei-sheng : le mendiant Su
- Lee Hoi-san : maître Kao Pa-tien
- Fung Hark-on : Kao Tai-hoi
- Chiang Kam : Lam Sai-kwong
- Tang Jing : Cheung Yuet-mei
- JoJo Chan Kei-kei : Lan-hsing
- Yuen Biao : Fu
- Wei Pai : Chik
- Billy Chan : homme de Tai-hoi
- Chung Fat : Ta-pao, l'homme-chat
- Lam Ching-ying : tueur à l'éventail
- Ho Pak-kwong : homme aveugle
- Fung Ging-man : joueur d'échecs
- Sai Gwa-pau : Ah So
- Tsang Choh-lam : veilleur de nuit